# Rocher Corneille
Le rocher Corneille est un neck en basalte de 132 mètres de haut culminant à 741 mètres d'altitude au Puy-en-Velay, dans le département français de la Haute-Loire, sur lequel est élevée la statue de Notre-Dame de France.

## Géographie
Le rocher Corneille est situé dans les monts du Velay, au sein du Massif central, au centre de la ville du Puy-en-Velay.
À sa base se trouvent le centre historique de la ville du Puy-en-Velay et le bois du Grand Séminaire à son arrière, classé au titre des sites classés par arrêté du 20 juin 1910 avec une superficie de 2,63 ha.
À son sommet trône la monumentale statue de Notre-Dame de France construite au XIXe siècle, à partir de canons capturés lors du siège de Sébastopol et sur les plans de Jean-Marie Bonnassieux.

## Géologie
Le rocher Corneille est la partie basse de la cheminée d'un ancien volcan. Des dalles ont glissé au cours des éruptions dans celle-ci, en provenance de la partie haute. Le rocher est donc un vestige profond d’une cheminée volcanique atypique, constituée par un remplissage de panneaux effondrés au cours des éruptions successives.
À l'instar du rocher d'Aiguilhe, l'origine géologique du rocher Corneille n'est bien comprise que depuis l'étude détaillée de l'éruption du volcan Surtsey en Islande en 1963. L'eau qui recouvrait anciennement le bassin du Puy sur une profondeur probable de 40 à 200 mètres a offert au volcanisme situé sous ce bassin, par interaction du magma et de l'eau, les conditions propices à la création de structures basaltiques palagonitisées. Le rocher matérialise l'ancienne cheminée du volcan, actif probablement entre -5 et -0,3 millions d'années et aujourd'hui éteint.

## Histoire
Le rocher Corneille a été exploité comme carrière de l'époque romaine jusqu'en 1840. Il a contribué à façonner son aspect qui apparaît, selon les époques, comme un visage de Henri IV,, de Gargantua ou d'une dentellière.